# Фетоваја (Ливорно)
Фетоваја је насеље у Италији у округу Ливорно, региону Тоскана.
Према процени из 2011. у насељу је живело 67 становника. Насеље се налази на надморској висини од 34 м.